# Securidaca tomentosa
Securidaca tomentosa är en jungfrulinsväxtart som beskrevs av A. St.-hil.. Securidaca tomentosa ingår i släktet Securidaca och familjen jungfrulinsväxter. Inga underarter finns listade i Catalogue of Life.